# Skyworth Auto

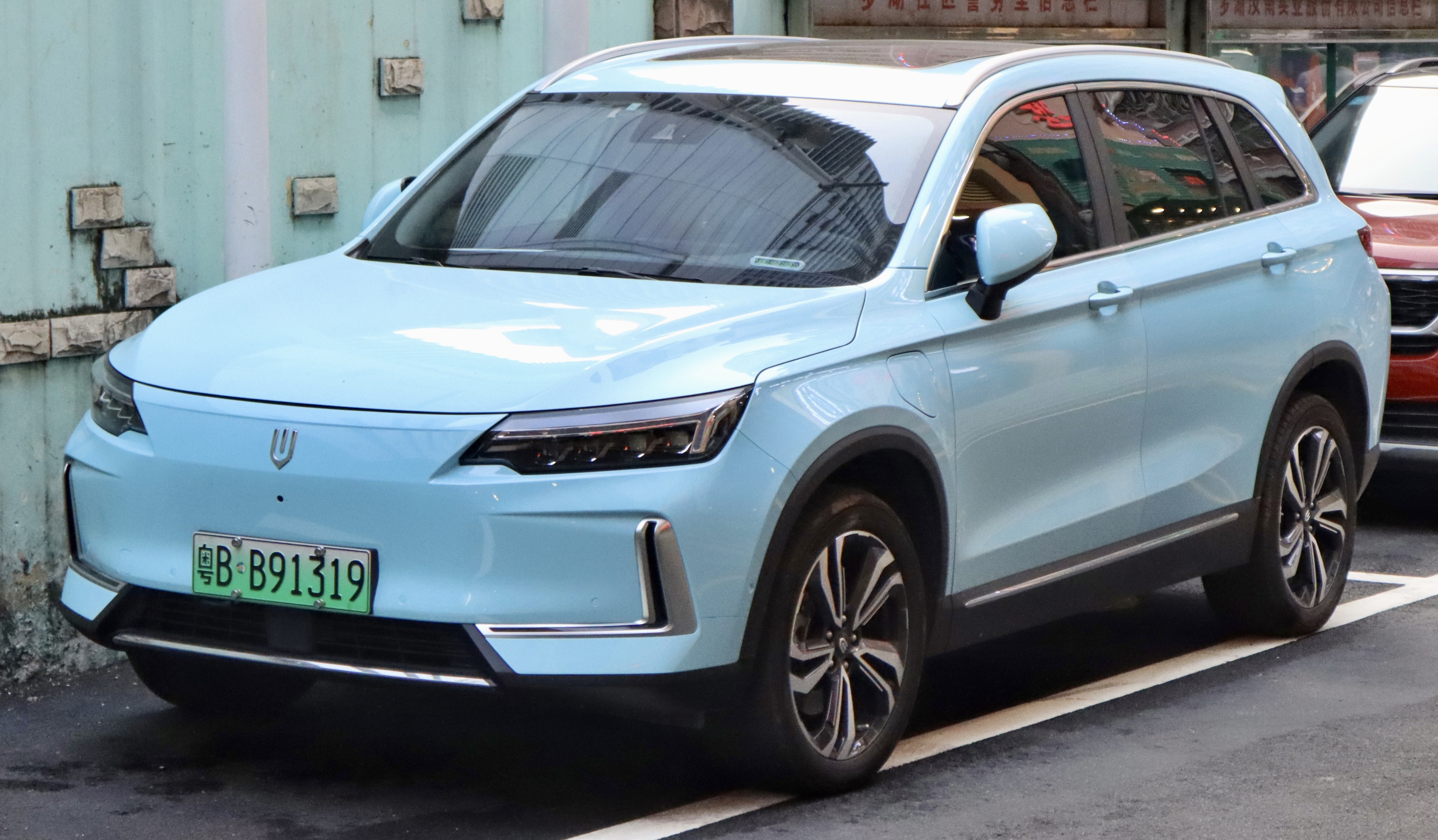
Skyworth EV6

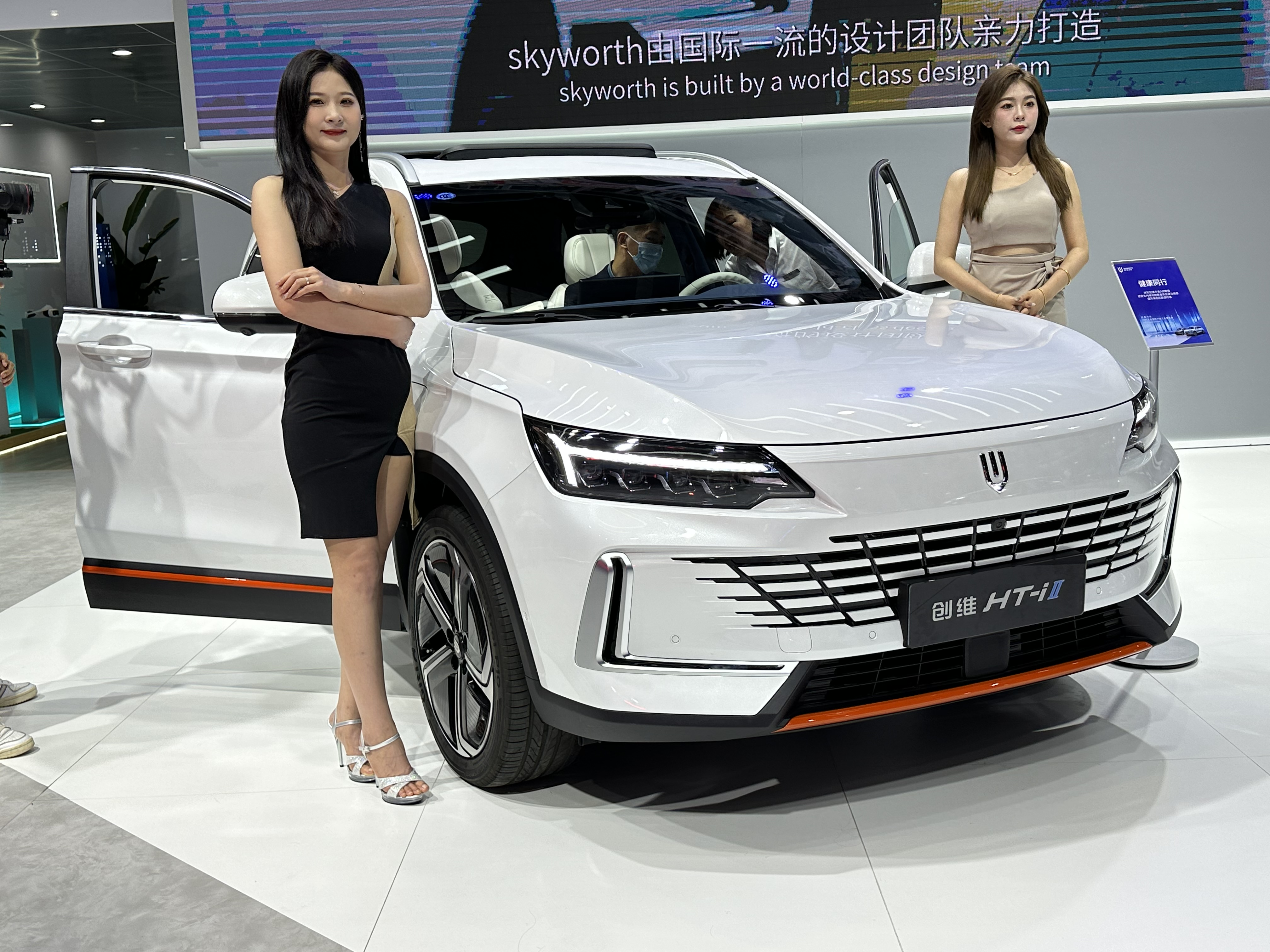
Skyworth HT-i

Skyworth Auto (chiń. upr. 创维汽车) – chiński producent elektrycznych samochodów, z siedzibą w Nankinie, działający od 2017 roku. Należy do chińskiego przedsiębiorstwa Skywell.

## Historia
W 2017 roku chiński koncern Nanjing Golden Dragon Bus zarządzający producentem samochodów dostawczych i autobusów Skywell zdecydował się poszerzyć swoje portfolio. Utworzono departament Skywell New Energy, którego celem został rozwój osobowych samochodów elektrycznych skierowanych do chińskich nabywców. W tym samym roku rozpoczęto prace rozwojowe nad pierwszym samochodem elektrycznym w centrum badawczo-rozwojowym w Nankinie. Gotowy do seryjnej produkcji prototyp został ukończony w drugiej połowie 2019 roku, przygotowując go tym samym do oficjalnego rynkowego debiutu.  W październiku 2020 roku oddział Skywella do rozwoju samochodów elektrycznych osficjalnie przedstawił swój pierwszy seryjny pojazd pod postacią SUV-a o nazwie Skywell ET5. 
W kwietniu 2021 roku dokonano zmiany nazwy departamentu na Skyworth Auto, aby odróżnić się od macierzystego Skywell i podkreślić swój odrębny charakter biznesowy. Początkowo zmiana nazwy nie objęła produkowanego przez startup modelu Skywell ET6, jednak ostatecznie w lipcu 2021 również i on zyskał nową nazwę, Skyworth EV6. W połowie 2021 roku rozpoczęto eksport pojazdu do Niemiec przez lokalne przedsiębiorstwo Elaris pod nazwą Elaris Beo, a także do Stanów Zjednoczonych przez firmę Imperium Motors jako Imperium ET5.
W listopadzie 2023 podczas Guangzhou Auto Show Skyworth przedstawił pierwszy zwiastun rozbudowy gamy firmy o inny model w postaci prototypu flagowej elektrycznej limuzyny Shyhome.

## Modele samochodów

### Obecnie produkowane
- EV6
- HT-i

### Studyjne
- Shyworth Skyhome (2023)
- Skyworth Q (2024)